# Radnage
Radnage est un village du Buckinghamshire en Angleterre. Le village est situé sur les Chilterns à environ de 10 km au nord-ouest de High Wycombe
Le nom du village est d'origine anglo-saxonne, il signifie Red Oak (chêne rouge). Il fut enregistré en 1162 sous le nom de Radenhech, lorsque le village fut cédé par le roi aux chevaliers de l'Ordre du Temple.

## Jumelage
Radenac, France